# Chuva de Estrelas
Chuva de Estrelas foi um talent-show português da SIC, baseado no original holandês de 1985, Soundmixshow. O programa consiste na imitação de um cantor ou banda famosa, por parte de concorrentes anónimos. No início do concurso, os concorrentes escolhem um artista conhecido do público, tendo como tarefa imitá-lo o melhor possível ao longo de várias semanas, de forma a passar à fase seguinte. A edição portuguesa estreou em outubro de 1993, sendo que o elevado sucesso do formato justificou a existência de outras 6 edições subsequentes.
Na primeira edição concorreram Sara Tavares, Paulo Freitas, Paula Morais Sá, João Paulo Campos, Maria Vitória Pedro, Luís Alberto Silveiro, Florentina Beijinha, Hélder Gonçalo, Ana Cristina Barbosa, Vânia Marotti, Jacinta, José Maia,
Alguns dos participantes vieram a distinguir-se no panorama musical português, sendo os principais exemplos Sara Tavares e João Pedro Pais.
Em 2008, a SIC realizou uma gala especial em direto do Tivoli com alguns dos participantes e outros nomes ligados à estação, de modo a relembrar os melhores momentos do programa. A gala foi apresentada pela apresentadora das últimas 4 temporadas do formato, Bárbara Guimarães, acompanhada de Vanessa Oliveira.

## Edições
| Edição | Ano       | Apresentador      | Vencedor                       | Artista imitado         | Canção                            |
| ------ | --------- | ----------------- | ------------------------------ | ----------------------- | --------------------------------- |
| 1      | 1993/1994 | Catarina Furtado  | Sara Tavares                   | Whitney Houston         | "One Moment in Time"              |
| 2      | 1994/1995 | Catarina Furtado  | Inês Santos                    | Sinéad O'Connor         | "Nothing Compares 2 U"            |
| 3      | 1995/1996 | José Nuno Martins | Rui Faria                      | Elton John              | "Can You Feel The Love Tonight?"  |
| 4      | 1997      | Bárbara Guimarães | Jessi Leal                     | Kate Bush               | "Wuthering Heights"               |
| 5      | 1997/1998 | Bárbara Guimarães | Carlos Bruno1                  | R.E.M.                  | "Everybody Hurts"                 |
| 6      | 1998/1999 | Bárbara Guimarães | Ricardo Sousa & Sandra Godinho | Meat Loaf & Ellen Foley | "Paradise by the Dashboard Light" |
| 7      | 1999/2000 | Bárbara Guimarães | Nádia Sousa                    | Édith Piaf              | "Non, Je Ne Regrette Rien"        |

- 1 Carlos Bruno, vencedor da quinta edição, foi também vencedor da final europeia de 1998.

## Outros cantores
Ao longo das 7 edições de Chuva de Estrelas, foram surgindo vários cantores que, apesar de não terem vencido a competição, tiverem participações bastante positivas, sendo que alguns deles construiram carreiras de sucesso.
- 1993 - Jacinta (Ella Fitzgerald), Paula Sá (4 Non Blondes), Paulo Freitas (Elton John), Carla Pires (Beverley Craven), Pedro Miguéis (Righteous Brothers), Ana Ritta (Mariah Carey).
- 1994 - João Pedro Pais (Delfins), André Letra (Eros Ramazzotti), Marta Plantier (Aretha Franklin), João Portugal (Roupa Nova), Carlos Coincas (Luís Represas).
- 1995/1996 - Célia Lawson (Oleta Adams), Sofia Lisboa (Celine Dion), Sandra Gonçalves (Liza Minelli).
- 1997 - Pedro Bargado (Prince), Sofia Barbosa (Oleta Adams), Orlanda Guilande (M People).
- 1998 - Vanessa (Amanda Marshall), Paula Teixeira (Gloria Estefan), António Cassapo (Kurt Cobain).
- 1999 - Teresa Radamanto (Barbra Streisand), Miguel Bello (The Verve).

## Discos
- Chuva de Estrelas 1994 (BMG, 1994)
- Chuva de Estrelas (BMG, 1995)
- Chuva de Estrelas 1996 (Megadiscos, 1996)
- Chuva de Estrelas 1997 (Megadiscos, 1997)
- Os Grandes Vencedores: Chuva de Estrelas 1994/1999 (2000, CD, Som Livre (Portugal)).[2]

## Prémios
- Segredo dos Deus (BMG,)
- Porque te amo não sei viver sem ti - Rui Faria (Megadiscos, 1997)
- Jessi - Jessi (1998)
- Carlos Bruno
- Spelling Nadja - Spelling Nadja (2001)